# Bon-Adrien Jeannot de Moncey

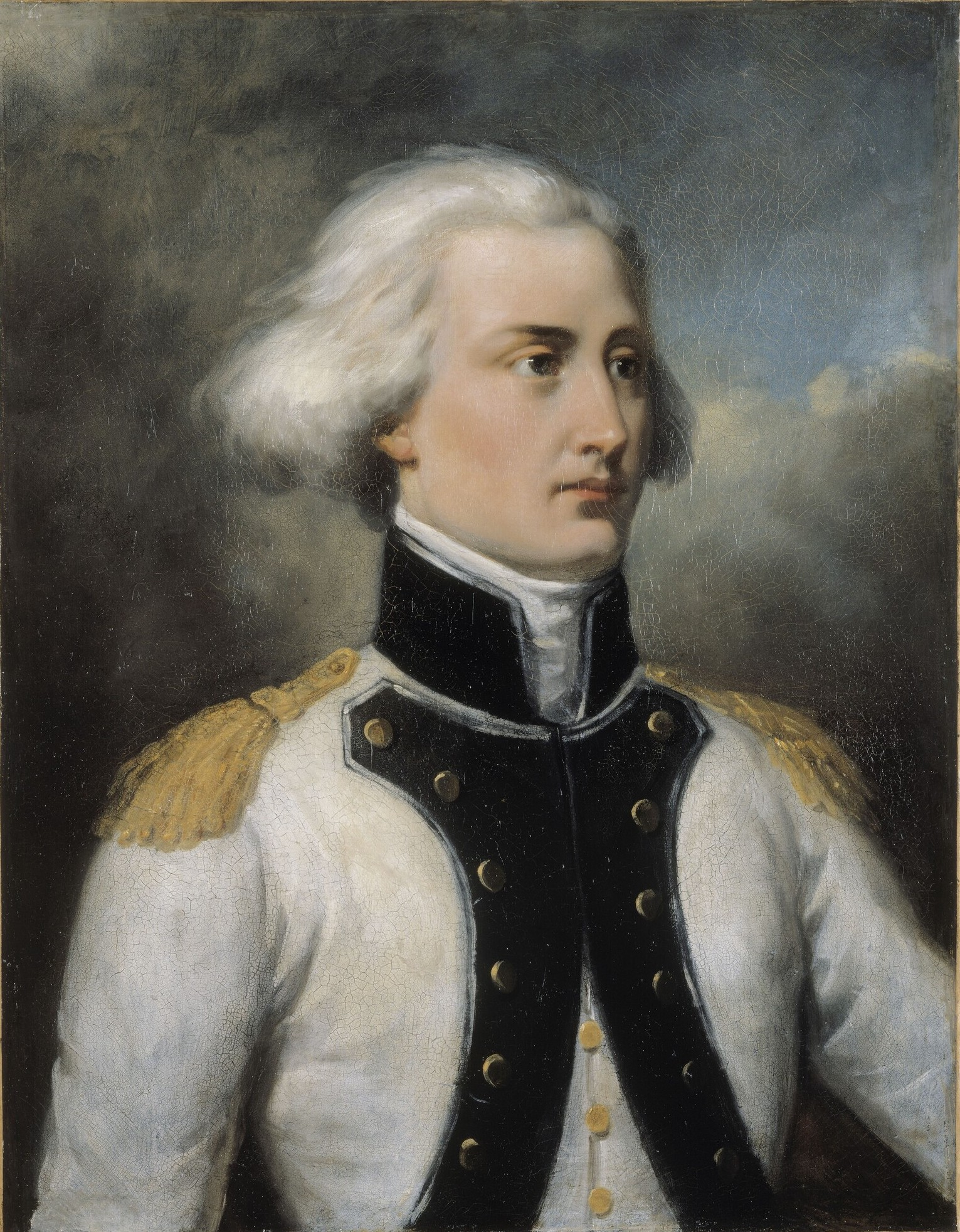
Retrat de Bon-Adrien Jeannot de Moncey en 1792, pintat per Pierre-Joseph Dedreux-Dorcy in 1834, actualment al Palau de Versalles

Bon-Adrien Jeannot de Moncey (o Jannot de Moncey) (Moncey 31 de juliol de 1754 - 20 d'abril de 1842), primer duc de Conegliano, primer baró de Conegliano, Par de França, fou mariscal de França, militar destacat en les Guerres de la Revolució Francesa i les napoleòniques. El seu nom està inscrit a l'Arc del Triomf, a la columna 33.

## Biografia
El seu pare era un advocat de Besançon. Durant la seva joventut es va allistar dues vegades en l'exèrcit francès, però el seu pare va aconseguir anul·lar-ho, fins al 1778, quan va rebre una comissió. Era capità quan, el 1791, va abraçar els principis de la Revolució Francesa, guanyant gran distinció en la Guerra Gran al País Basc i Navarra, en la que passà de comandant d'un batalló al comandant en cap de l'Exèrcit dels Pirineus occidentals en uns pocs mesos, i les seves operacions reeixides foren en gran part les que obligaren al govern espanyol a fer la pau. Després d'això, es va emprar en els més alts comandaments fins a 1799, quan el govern, sospitant dels seus punts de vista realistes, el va acomiadar.
Amb el Cop d'estat del 18 de brumari en 1799 es va reincorporar i en la campanya d'Itàlia de Napoleó Bonaparte de 1800 va dirigir un cos de Suïssa a Itàlia, superant totes les dificultats de portar cavalls i artilleria pel Pas del Sant Gotard. En 1801, Napoleó el va fer inspector general de la Gendarmeria francesa, i en 1804 mariscal de França,i en 1805 va rebre legió d'Honor. El juny de 1808 fou enviat a Espanya al comandament d'un cos d'exèrcit, avançant victoriós fins a València i el juliol fou nomenat duc de Conegliano. L'ofensiva va ser destruïda per la derrota de Dupont en la batalla de Bailén. Moncey després va prendre un paper important en la campanya de l'emperador a l'Ebre i en el segon setge de Saragossa. Es va negar a servir en la Invasió francesa de Rússia, però quan França va ser envaïda en 1814, el mariscal Moncey va reaparèixer al camp i va lluitar l'última batalla de París a Montmartre i Clichy.
En 1814 va recolzar Lluís XVIII, i fou nomenat par de França com baró de Conegliano en juny de 1814. Es va mantenir neutral durant el retorn de Napoleó, el Govern dels cent dies, sentint-se obligat amb Luis XVIII pels seus compromisos com a par de França, però després de la batalla de Waterloo va ser castigat per negar-se a presidir el consell de guerra del mariscal Michel Ney, sent empresonat i perdent títol i noblesa.
El rei va retornar-li el títol de mariscal el 1816 i va tornar a la cambra dels pars tres anys més tard. Va continuar la seva carrera militar: el seu últim servei actiu va ser com a comandant del cos d'exèrcit dels Cent Mil Fills de Sant Lluís en Guerra de la Regència d'Urgell en 1823, als que s'uní el baró d'Eroles En 1825 fou confirmat com a baró de Conegliano, i en 1833 es va convertir en governador d'Els Invàlids, una llar per a veterans a París. Present en el retorn de les cendres de Napoleó, al desembre de 1840, va dir després de la cerimònia, "Ara, anem a anar a casa a morir".
Es va casar amb Charlotte Prospère Remillet (1761-1842), amb qui va tenir 3 fills:
- Anne-Françoise (1791 - 1842), casada amb Louis-Charles Bourlon de Chevigné, a qui el rei permeté afegir "de Moncey" al seu cognom en 1819.
- Bon-Louis (1792 - 1817)
- Jeanne-Françoise (1807 - 1853), es va casar amb Alfonso-Auguste Duchesne de Gillevoisin de Conegliano (1798-1878), segon baró de Gillevoisin i més tard segon duc de Conegliano i segon baró de Conegliano, que va heretar del seu sogre.